# Cyathea leucofolis
Cyathea leucofolis är en ormbunkeart som beskrevs av Karel Domin. Cyathea leucofolis ingår i släktet Cyathea och familjen Cyatheaceae. Inga underarter finns listade.